# Caso Azzini

Renato Azzini con la maglia del Padova

Con il termine caso Azzini, o caso Atalanta, si intende la combine della partita di Serie A Padova-Atalanta (0-3) del 30 marzo 1958, messa a punto dal calciatore patavino Renato Azzini, dall'ex portiere Giuseppe Casari e dal faccendiere Eugenio Gaggiotti, vicenda che portò alla squalifica di due anni di Azzini e alla retrocessione dell'Atalanta in Serie B.

## Antefatti
Durante la fase finale del campionato di Serie A 1957-1958 l'Atalanta si trovava negli ultimi posti e rischiava seriamente di retrocedere, mentre il Padova era secondo in classifica, dietro solamente alla Juventus. Il lunedì antecedente alla 26ª giornata si trovarono a Brescia, presso il distributore di benzina di via Piave, Bepi Casari — che durante la sua carriera vestì tanto la maglia nerazzurra che quella biancoscudata, all'epoca dei fatti operaio presso un'importante manifattura di camicie — e Eugenio Gaggiotti, personaggio famoso agli ambienti calcistici per la sua persistente presenza in episodi di compravendita di partite e già inibito dalla FIGC. I due, dopo una breve chiacchierata, andarono al ristorante Tre Camini di San Zeno Naviglio, nella periferia di Brescia, dove ad attenderli c'era Azzini, mediano dei patavini, tra i più quotati della squadra veneta. Fu quindi concordato un risultato addomesticato per l'imminente partita, grazie soprattutto allo scarso impegno che Azzini aveva promesso; successivamente i tre si trasferirono a casa della signorina Silveria Marchesini, ex indossatrice e fidanzata con Azzini all'epoca dei fatti, dove perfezionarono l'accordo. Il viavai fu notato da Pietro Torosani, proprietario del distributore, situato proprio di fronte alla casa della Marchesini.

## I fatti
Il 30 marzo si giocò Padova-Atalanta e Azzini non ebbe una giornata particolarmente felice, tant'è che il suo diretto avversario, il giovane centravanti Giovanni Zavaglio, segnò due reti, una delle quali propiziata da un errore molto vistoso di Azzini stesso. Il risultato destò scalpore e suscitò sospetti.
Lo scandalo scoppiò quando la Marchesini, illusasi del matrimonio e delusa dai continui rinvii delle nozze del compagno, si decise a parlare. A distanza di sei giorni dalla gara incriminata, la Sampdoria, ugualmente interessata nella lotta per non retrocedere, segnalò alla Commissione di Controllo della FIGC una voce, secondo cui la partita Padova-Atalanta era stata truccata, facendo sapere che Silveria Marchesini conosceva tutti i particolari dell'illecito. La Commissione di Controllo incaricò l'avvocato Cesare Bianco di svolgere un'inchiesta; questi trovò altri testi, tra cui la signora Bossi, madre della Marchesini, l'allenatore del Padova Nereo Rocco, l'allenatore del Milan Luigi Bonizzoni e il calciatore del Padova Silvano Moro, tutti convocati per testimoniare su una lite tra quest'ultimo e Azzini negli spogliatoi a fine gara, originata dalle critiche agli errori plateali del mediano.

## Il processo

Silveria Marchesini, ex fidanzata di Azzini

Il processo vero e proprio, tenutosi a Roma, iniziò sabato 28 giugno e terminò domenica 29 giugno, pochi minuti prima della mezzanotte. Durante gli interrogatori, Casari e Gaggiotti, dopo alcuni tentativi di nascondersi, ammisero un incontro tra vecchi amici, mentre Azzini negò sempre tutto. Spuntò quindi il secondo testimone, di fatto la base dell'impianto accusatorio: il benzinaio Pietro Torosani, attraverso il quale si poté stabilire che l'incontro dei tre ai Tre Camini non fu affatto casuale, come provarono a far credere i tre protagonisti della vicenda; Torosani confermò tutto, fornendo molti dettagli, asserendo di aver assistito a buona parte del dialogo assai compromettente e di aver giocato con Gaggiotti una schedina con il 2 fisso su Padova-Atalanta.
Al processo emerse, in modo indiscutibile, che tanto la testimonianza della Marchesini come quella di Torosani furono sollecitate dietro l'esborso di somme ingenti di denaro: l'avvocato Augusto Crovetto, legale della Sampdoria, dichiarò di aver versato 3 milioni e mezzo di lire alla Marchesini, la quale, dopo averlo negato, confermò la circostanza; il consigliere e rappresentante del Verona, dott. Carlo Bonelli, raccontò invece che a Torosani diede circa 700.000 lire per consentirgli di pagare alcuni debiti e gli assicurò un alloggio in affitto a Milano e un impiego.
Azzini espresse il suo disappunto ai giornalisti, mentre l'avv. Bianco sottolineò la regolarità del processo.
(Renato Azzini)
(Avv. Cesare Bianco, PM al processo calcistico e giudice della Commissione di Controllo)

## Sentenze
Il 29 giugno 1958 alle ore 23:50 la Commissione di Controllo della FIGC, in applicazione dell'art. 28 del Regolamento Organico dichiarò responsabili dei fatti il calciatore Renato Azzini e la società Atalanta. Applicato l'art. 59 del Regolamento Organico la stessa Commissione deliberò:
- il ritiro definitivo della tessera FIGC a Renato Azzini, con la conseguente squalifica a vita
- la retrocessione dell'Atalanta all'ultimo posto in classifica del campionato di Serie A 1957-58
- l'inibizione permanente alle società di tesserare i signori Renato Azzini e Giuseppe Casari
- il rinnovo alla diffida a tutte le società e a tutti i tesserati della FIGC dall'avere qualsiasi rapporto con il signor Eugenio Gaggiotti[7]

Il 13 luglio 1958 si riunì a Roma la Commissione d'Appello Federale per esaminare i ricorsi presentati dall'Atalanta e da Azzini contro la sentenza emessa il 29 giugno, respingendo entrambe le istanze.
A Bergamo, dopo la condanna dell'Atalanta, le dimissioni del presidente Turani e di tutti i consiglieri causarono stupore negli ambienti sportivi.
Tuttavia Azzini continuò la propria battaglia e ottenne una riduzione della pena il 3 novembre 1959, quando la CAF della FIGC decise di limitargli la squalifica a due anni, fino al termine della stagione 1959-1960. L'Atalanta (nel frattempo tornata in Serie A) fu conseguentemente prosciolta dall'addebito di responsabilità oggettiva.
Da notare che, comunque, l'Atalanta era stata irrimediabilmente penalizzata dalla prima sentenza, la quale aveva stabilito il declassamento all'ultimo posto dei bergamaschi dal penultimo conquistato sul campo. Secondo il Lodo Pasquale, infatti, l'ultimo posto portava quell'anno alla retrocessione diretta mentre il penultimo dava diritto a giocarsi la salvezza nello spareggio interdivisionale con la seconda della Serie B. Tale diritto era passato al Verona in virtù della prima sentenza, e il proscioglimento dell'Atalanta annullò il declassamento all'ultimo posto ma non i suoi effetti.